# Ministère des Affaires étrangères (Japon)
Pour les articles homonymes, voir Ministère des Affaires étrangères.
Le ministère des Affaires étrangères (外務省, Gaimushō) est un des départements ministériels du Cabinet du Japon, officiellement traduit en anglais en Ministry of Foreign Affairs (MOFA), chargé de la définition, de la gestion et de la mise en œuvre de la diplomatie japonaise. Il siège au 2-2-1 Kasumigaseki dans l'arrondissement spécial de Chiyoda à Tokyo.

## Histoire

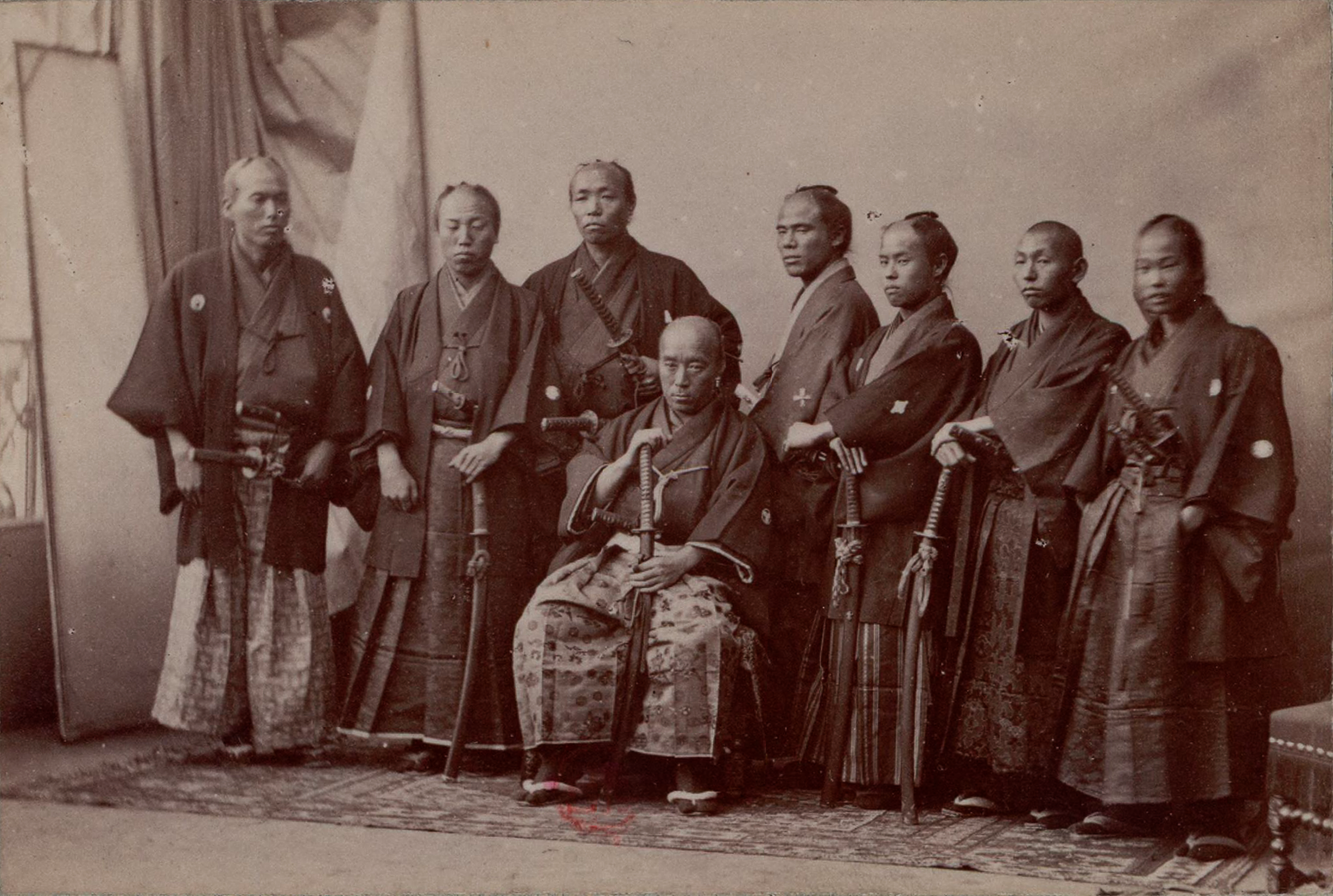
La première ambassade japonaise en Europe (1862).

Après la fin plus ou moins forcée en 1853 de la politique isolationniste du sakoku menée par le shogunat Tokugawa, celui-ci doit se doter de fonctionnaires chargés de négocier avec les diplomates étrangers et de mener les affaires étrangères du Japon. Le rōjū et chef de fait de l'administration du bakufu Hotta Masayoshi nomme un conseil de spécialistes en matière de commerce international, placé sous sa direction et chargé de le conseiller pour la procédure d'ouverture des ports et de négociation des traités avec les pays étrangers.
À partir d'août 1858, des « Magistrats des Nations étrangères » (外国奉行, gaikoku bugyō) sont nommés, et dont le statut venait tout juste en dessous de celui de daimyo. Cinq au départ, leur nombre varie fortement durant la période du Bakumatsu (la fin du shogunat), avec un maximum atteint à 13. La première mission diplomatique à l'étranger, en l'occurrence en Europe, est envoyée en 1862. S'ils ont été supprimés comme l'ensemble du bakufu lors de la restauration Meiji en 1868, ils ont servi de base à la future administration diplomatique.
De janvier à avril 1868, dans le gouvernement des Sanshoku, une Agence des Nations étrangères (外国事務, Gaikoku Jimu) est créée avec à sa tête tout d'abord un « Président » (総裁, Sōsai, en l'occurrence le prince Komatsu Akihito), puis des « Gouverneurs généraux » (総督, Sōtoku, quatre puis un) à partir du 17 janvier 1868 et enfin un « Directeur de Bureau » (局督, Kyoku-toku) à compter du 20 février 1868. Cette administration devient, après la promulgation du Seitaisho (ou Code de gouvernement, dit aussi « Constitution de juin 1868 ») et le rétablissement du Grand Conseil d'État (太政官, Dajōkan), le « Département des Nations étrangères » (外国官, Gaikoku-kan) dirigé par un « Gouverneur » (知事, Chiji). Il est à son tour remplacé dès juin 1869 au sein du Grand Conseil d'État par l'« Agence des Affaires étrangères » (外務事務, Gaimu Jimu) menée par le « grand officier des Affaires étrangères » (外務卿, Gaimu-kyō) et finalement le premier ministère des Affaires étrangères (外務省, Gaimu-shō) avec à sa tête un ministre des Affaires étrangères (外務大臣, Gaimu Daijin) est créé en décembre 1885. Elle est ainsi l'une des plus anciennes administrations du gouvernement japonais. La carrière diplomatique, véritable prérogative de la kazoku (l'aristocratie née de l'ère Meiji) jusqu'à son abolition en 1947, reste encore aujourd'hui l'une des plus prestigieuses au Japon. Depuis la fin de la Seconde Guerre mondiale, la plupart des diplomates ont passé l'Examen au Haut service international après être passés par une faculté de droit et en tout premier lieu celle de la renommée université de Tokyo. Pratiquement tous les ambassadeurs depuis les années 1950 sont choisis parmi les vétérans du ministère. L'impératrice consort Masako est elle-même issue du monde diplomatique.
Le Gaimu Daijin a toujours été l'un des postes majeurs du Cabinet. Il est premier en ordre de précédence juste après le Premier ministre (plusieurs de ces derniers ont d'ailleurs cumulé cette fonction avec celle de ministre des affaires étrangères : Shigenobu Ōkuma, Giichi Tanaka, Shigeru Yoshida et Nobusuke Kishi, en plus de ceux l'ayant exercé par intérim) jusqu'en 1948, et le ministre Uchida Kōsai exerce à deux reprises l'intérim du Premier ministre (en novembre 1921 après l'assassinat de Takashi Hara, et d'août à septembre 1923, donc pendant le tremblement de terre de Kantō, après le décès de Katō Tomosaburō). Il est ensuite second, après le ministre de la Justice, de 1948 à la réforme du gouvernement de 2001, et depuis lors troisième à la suite de la création du grand ministère des Affaires intérieures et des Communications qui a pris la première place. Il conserve un poids considérable, et est généralement confié à une figure du parti majoritaire (les deux précédents ministres entre 2009 et 2011, Katsuya Okada puis Seiji Maehara, ont tous deux été présidents du Parti démocrate du Japon entre 2004 et 2006 et des artisans de l'arrivée de Naoto Kan au poste de Premier ministre). Depuis 1947, pas moins de 12 Premiers ministres sur 29 ont été également, dans leur carrière politique, ministre des Affaires étrangères, le dernier en date étant Tarō Asō, Gaimu Daijin de 2005 à 2007 et chef du gouvernement de 2008 à 2009.
Depuis la fin de la Seconde Guerre mondiale, le ministère n'a plus le monopole sur l'ensemble de la politique étrangère, avec la création de départements ayant également des champs de compétence dans ce domaine (le ministère des Finances pour les douanes, les négociations sur les prix et les fluctuations monétaires, la finance internationale et la nature des montants de l'aide pour le développement ; le ministère de l'Économie, du Commerce et de l'Industrie pour les flux marchands, les importations et exportations ; le ministère de l'Agriculture, des Forêts et de la Pêche pour les importations de produits alimentaires et agricoles et les droits de pêche ; le ministère de la Justice pour la politique de contrôle de l'immigration et le renseignement stratégique ; le ministère de la Défense pour le déploiement ou le retrait des Forces d'autodéfense). Son importance semble devoir toutefois se renforcer avec la succession depuis les années 1990 de Premiers ministres appelant à ce que le Japon joue un rôle à la hauteur de sa puissance économique sur la scène internationale, par une candidature à un siège permanent au Conseil de sécurité des Nations unies, la participation à des missions humanitaires et de reconstruction en zone de conflit ou encore la construction d'une « Communauté d'Asie orientale » sur le modèle de l'Union européenne.

### Liste historique des ministres japonais des Affaires étrangères

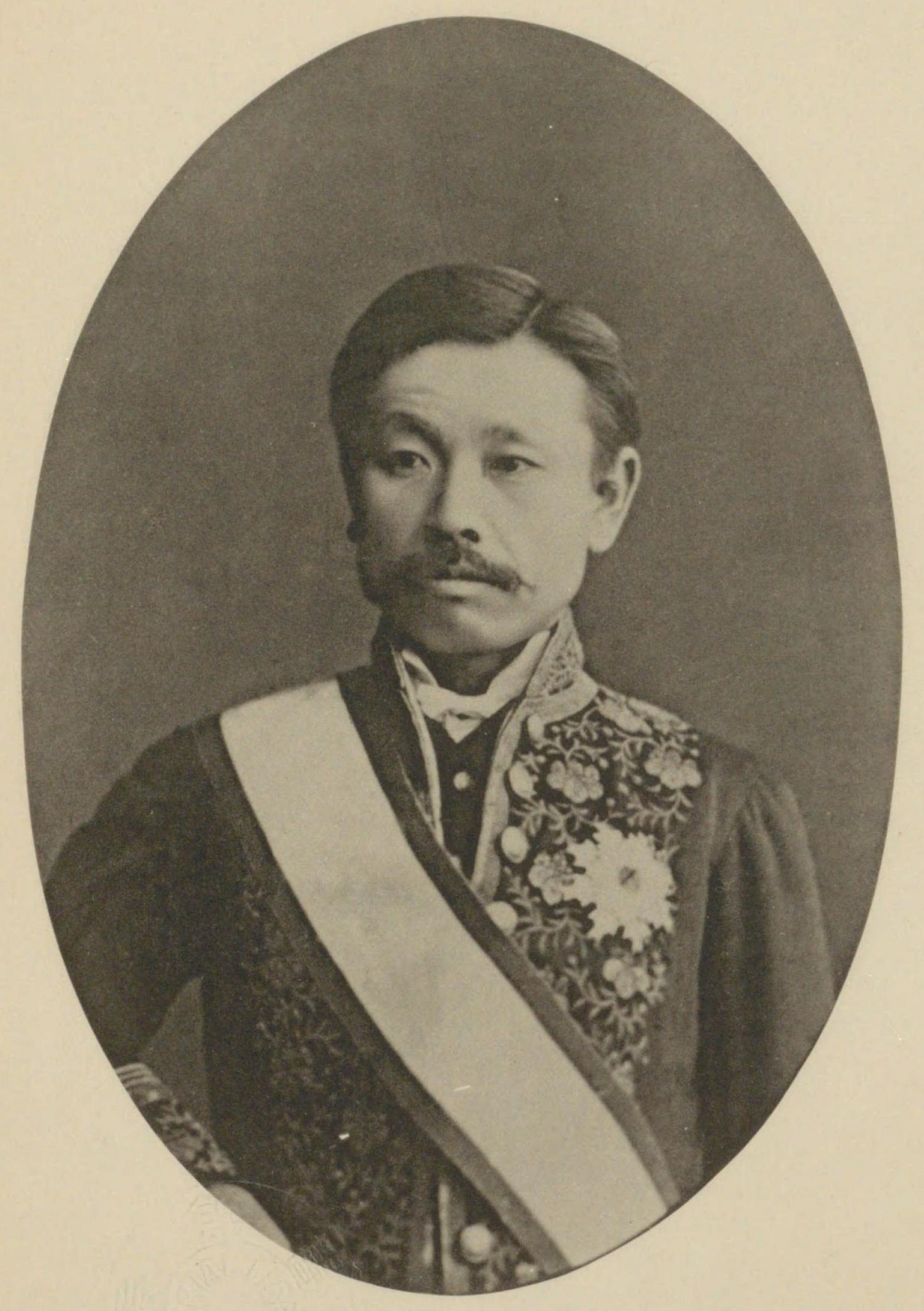
Kaoru Inoue, premier ministre japonais des Affaires étrangères à proprement parler.

Les dates en gras indiquent les périodes pendant lesquelles le titulaire du ministère est aussi le Premier ministre :
1. Kaoru Inoue (1885-1887)
2. Hirobumi Itō (1887-1888)
3. Shigenobu Ōkuma (1888-1889, 1896-1897, 1898, 1915 par intérim)
4. Shūzō Aoki (1889-1891, 1898-1900)
5. Takeaki Enomoto (1891-1892)
6. Mutsu Munemitsu (1892-1896)
7. Kimmochi Saionji (1896, 1906 par intérim)
8. Saneyoshi Yasuzumi (1897-1898)
9. Takaaki Katō (1900-1901, 1906, 1913, 1914-1915)
10. Sone Arasuke (1901)
11. Komura Jutarō (1901-1906, 1908-1911)
12. Hayashi Tadasu (1906-1908)
13. Masatake Terauchi (1908, 1916 par intérim)
14. Uchida Kōsai (1911-1912, 1918-1923, 1932-1933)
15. Tarō Katsura (1912-1913 par intérim)
16. Nobuaki Makino (1913-1914)
17. Ishii Kikujirō (1915-1916)
18. Motono Ichirō (1916-1918)
19. Shimpei Gotō (1918)
20. Gonnohyōe Yamamoto (1923 par intérim)
21. Ijuin Hikokichi (1923-1924)
22. Matsui Keishirō (1924)
23. Kijūrō Shidehara (1924-1927, 1929–1931)
24. Giichi Tanaka (1927-1929)
25. Tsuyoshi Inukai (1931-1932 par intérim)
26. Kenkichi Yoshizawa (1932)
27. Makoto Saitō (1932)
28. Kōki Hirota (1933-1936, 1937-1938)
29. Hachirō Arita (1936-1937, 1938-1939, 1940)
30. Senjūrō Hayashi (1937 par intérim)
31. Naotake Satō (1937)
32. Kazushige Ugaki (1938)
33. Fumimaro Konoe (1938 par intérim)
34. Nobuyuki Abe (1939)
35. Kichisaburō Nomura (1939-1940)
36. Yōsuke Matsuoka (1940-1941)
37. Teijirō Toyoda (1941)
38. Shigenori Tōgō (1941-1942, 1945)
39. Hideki Tōjō (1942 par intérim)
40. Masayuki Tani (1942-1943)
41. Mamoru Shigemitsu (1943-1945, 1945, 1954-1956)
42. Kantarō Suzuki (1945 par intérim)
43. Shigeru Yoshida (1945-1947 en étant Premier ministre 1946-1947, 1948-1952)
44. Tetsu Katayama (1947 par intérim)
45. Hitoshi Ashida (1947-1948)
46. Katsuo Okazaki (1952-1954)
47. Tanzan Ishibashi (1956 par intérim)
48. Nobusuke Kishi (1956-1957)
49. Ai'ichirō Fujiyama (1957-1960)
50. Zentarō Kosaka (1960-1962, 1976)
51. Masayoshi Ōhira (1962-1964, 1972-1974)
52. Etsusaburō Shiina (1964-1966)
53. Takeo Miki (1966-1968)
54. Eisaku Satō (1968 par intérim)
55. Kiichi Aichi (1968-1971)
56. Takeo Fukuda (1971-1972)
57. Toshio Kimura (1974)
58. Kiichi Miyazawa (1974-1976)
59. Iichirō Hatoyama (1976-1977)
60. Sunao Sonoda (1977-1979, 1981)
61. Saburō Ōkita (1979-1980)
62. Masayoshi Itō (1980-1981)
63. Yoshio Sakurauchi (1981-1982)
64. Shintarō Abe (1982-1986)
65. Tadashi Kuranari (1986-1987)
66. Sōsuke Uno (1987-1989)
67. Hiroshi Mitsuzuka (1989)
68. Tarō Nakayama (1989-1991)
69. Michio Watanabe (1991-1993)
70. Kabun Mutō (1993)
71. Tsutomu Hata (1993-1994)
72. Kōji Kakizawa (1994)
73. Yōhei Kōno (1994-1996, 1999-2001)
74. Yukihiko Ikeda (1996-1997)
75. Keizō Obuchi (1997-1998)
76. Masahiko Kōmura (1998-1999, 2007-2008)
77. Makiko Tanaka (2001-2002)
78. Jun'ichirō Koizumi (2002 par intérim)
79. Yoriko Kawaguchi (2002-2004)
80. Nobutaka Machimura (2004-2005, 2007)
81. Tarō Asō (2005-2007)
82. Hirofumi Nakasone (2008-2009)
83. Katsuya Okada (2009-2010)
84. Seiji Maehara (2010-2011)
85. Yukio Edano (2011, par intérim)
86. Takeaki Matsumoto (2011)
87. Kōichirō Genba (2011-2012)
88. Fumio Kishida (2012-2017)
89. Tarō Kōno (2017-2019)
90. Toshimitsu Motegi (2019-2021)
91. Fumio Kishida (2021, par intérim)
92. Yoshimasa Hayashi (2021-2023)
93. Yōko Kamikawa (2023-2024)
94. Takeshi Iwaya (depuis 2024)

## Missions
Les attributions et missions actuelles du ministère des Affaires étrangères sont définies par la « loi d'établissement du ministère des Affaires étrangères ». Selon elle, « sa mission est de permettre le renforcement des bénéfices du Japon et des citoyens japonais, tout en contribuant au maintien d'une société internationale paisible et sûre, et, à travers des mesures actives et efficaces, à la fois de réaliser un bon environnement international et de garder et de développer des relations extérieures harmonieuses » (Article 3).
Concrètement, cela implique :
- la planification, la définition, l'élaboration et la mise en place de la politique extérieure du Japon, ainsi que l'information et le conseil au Premier ministre, au Cabinet, à la Diète et au public japonais de l'état de celle-ci et de la situation internationale,
- l'organisation des négociations tant bilatérales que multilatérales avec les pays avec lesquels le pays entretient des relations diplomatiques dans tous les domaines de coopérations dans lesquels ces pays sont liés, et dans les organismes internationaux dont le Japon est membre,
- la négociation et la conclusion des traités puis leur mise en application une fois ratifiés,
- la protection des citoyens japonais à l'étranger et du respect de leurs droits civils et juridiques,
- la délivrance de passeports et la gestion des mesures d'obtention de visas pour les citoyens japonais partant à l'étranger, plus généralement la planification et la gestion des affaires d'émigration,
- la gestion du corps diplomatique, et donc du recrutement, de la carrière et de l'avancement, et la coordination des représentations diplomatiques japonaises à l'étranger, et des relations avec les missions étrangères présentes sur le sol japonais.

## Administration interne

### Ministre, vice-ministre et secrétaire parlementaire
- Ministre (大臣, Daijin?) :

| Personnalité      | Parti | Faction | Diète        | Circonscription         |
| ----------------- | ----- | ------- | ------------ | ----------------------- |
| Yoshimasa Hayashi | PLD   |         | Représentant | Yamaguchi (3e district) |

- 1ers vice-ministres (副大臣, Fuku-daijin?) :

| Personnalité     | Parti | Faction | Diète        | Circonscription       |
| ---------------- | ----- | ------- | ------------ | --------------------- |
| Shunichi Suzuki  | PLD   | Kishida | Représentant | Iwate (2e district)   |
| Masaji Matsuyama | PLD   | Kishida | Conseiller   | Préfecture de Fukuoka |

- Secrétaires parlementaires (政務官, Seimukan?) :

| Personnalité      | Parti | Faction   | Diète         | Circonscription        |
| ----------------- | ----- | --------- | ------------- | ---------------------- |
| Toshiko Abe       | PLD   | Tanigaki  | Représentante | Okayama (3e district)  |
| Minoru Kiuchi     | PLD   | -         | Représentant  | Shizuoka (7e district) |
| Kenta Wakabayashi | PLD   | Machimura | Conseiller    | Préfecture de Nagano   |

### Vice-ministre administratif
Le « vice-ministre administratif » (事務次官, Jimu-jikan) est au Japon le haut fonctionnaire placé au sommet hiérarchique de l'administration d'un ministère, juste après le ministre, les premiers vice-ministres et les secrétaires parlementaires qui sont eux des hommes politiques membres du gouvernement. Depuis la réforme de 1998, appliquée en 2001, il n'y en a plus qu'un par ministère. Le vice-ministre administratif assiste le ministre dans des domaines tels que maintenir l'ordre dans les affaires administratives du ministère ou superviser le travail des divisions, bureaux, institutions affiliées et bureaux locaux. Jusqu'en 2009, une conférence des vice-ministres administratifs (事務次官等会議, Jimu-jikan-tō kaigi) de chaque ministère se réunissait deux fois par semaine (le lundi et le jeudi), un jour avant un conseil des ministres, pour coordonner les dossiers à l'ordre du jour de ce dernier. Cette réunion, critiquée tout particulièrement par le PDJ et de manière générale par les membres de l'opposition au PLD comme l'un des principaux symboles de la trop forte place laissée aux hauts-fonctionnaires dans la direction de l'État au détriment des hommes politiques, a été supprimée dès l'arrivée au pouvoir des démocrates en septembre 2009. L'actuel vice-ministre administratif des Affaires étrangères est, depuis le 20 août 2010, Ken'ichirō Sasae (avant sa nomination à ce poste, il était directeur délégué, ou secrétaire général, des Affaires étrangères, chargé des affaires politiques).

### Services administratifs
- Secrétariat du ministre (大臣官房, Daijin kanbō?) : s'occupe de la coordination et de l'organisation administrative générale du ministère, ainsi que des fonctions de secrétariat du ministre comme son nom l'indique :
- Bureau des Politiques étrangères (総合外交政策局, Sōgō gaikō seisaku kyoku?) : planification de la politique étrangère tant sur le plan théorique que concrètement sur le moyen ou long terme, tout en coordonnant les politiques définies par les autres bureaux, et en mettant l'accent spécialement sur la sécurité nationale, les affaires concernant l'ONU et la gestion des crises diplomatiques.
- Bureau des Affaires asiatiques et océaniennes (アジア大洋州局, Ajia Taiyōshū kyoku?) : mise en œuvre, planification et définition des politiques concernant la région Asie-Pacifique, incluant les relations avec les pays et la protection des ressortissants japonais présents dans l'un de ces pays.
- Bureau des Affaires nord-américaines (北米局, Hokubei kyoku?).
- Bureau des Affaires d'Amérique latine (中南米局, Chū-Nanbei kyoku?).
- Bureau des Affaires européennes (欧州局, Ōshū kyoku?).
- Bureau des Affaires moyen-orientales et africaines (中東アフリカ局, Chūtō Afurika kyoku?).
- Bureau des Affaires économiques (経済局, Keizai kyoku?) : chargé de la protection et de la promotion des intérêts japonais concernant le commerce extérieur et la navigation, la coopération avec les organismes économiques internationaux, la gestion des affaires concernant les traités de commerce ou de navigation et autres accords économiques ainsi que le sondage de la situation économiques internationales par la compilation de données et statistiques. Il opère généralement en concertation avec les services du ministère des Finances.
- Bureau de la Coopération internationale (国際協力局, Kokusai kyōryoku kyoku?) : organise la définition et l'application de la politique d'Aide pour le développement et de coopération économique avec les États étrangers et les organismes internationaux, la promotion et la protection des intérêts des investissements japonais à l'étranger, s'occupe des questions en relation à la sécurité humaine, à la politique internationale en matière d'environnement et de changement climatique, à l'aide humanitaire et aux ONG et à l'aménagement de la loi pour le déploiement d'équipes de secours japonaises en cas de catastrophes, ainsi que des politiques au sein de l'ONU et autres agences spécialisées en matière d'affaires économiques et sociales, et supervise l'Agence de coopération internationale du Japon.
- Bureau des Affaires juridiques internationales (国際法局, Kokusai-hō kyoku?) : s'occupe de la conclusion des traités ou autres accords internationaux et des affaires de droit international.

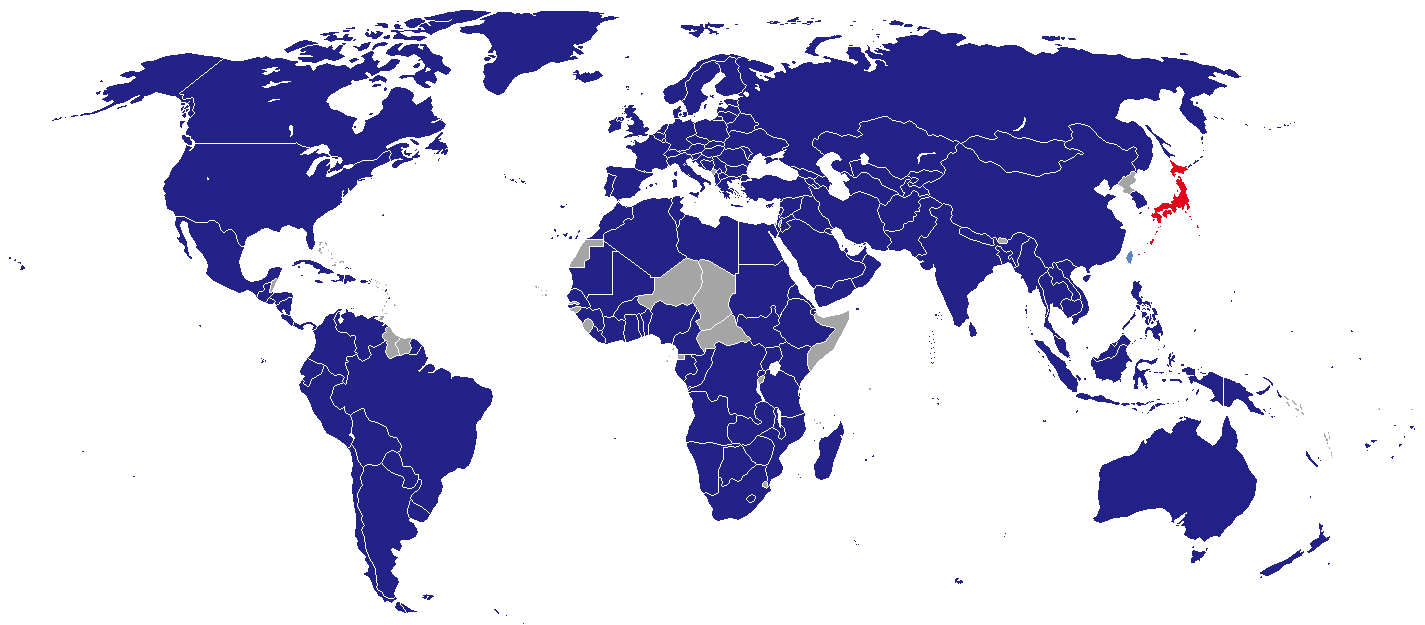
Carte des représentations diplomatiques du Japon.

- Bureau des Affaires consulaires (領事局, Ryōji kyoku?) : s'occupe du statut civil, et donc de la défense des intérêts (civils et économiques), des citoyens japonais établis à l'étranger, et fournit la reconnaissance juridique de ce statut, c'est ce service qui est chargé d'émettre les passeports pour les citoyens japonais voyageant à l'étranger et les visas. Il définit la politique de promotion et de régulation de l'émigration, ainsi que des questions diplomatiques relatives aux ressortissants étrangers résidents au Japon.
- Service du Renseignement et de l'Analyse internationale (国際情報統括官組織, Kokusai jōhō tōkatsu kansoshiki?) : collecte d'informations, et leur gestion, sur la situation internationale, organisation de la recherche en la matière notamment sur les pays étrangers, et l'analyse générale de cette situation.
- Institut de Formation du ministère des Affaires étrangères (外務省研修所, Gaimushō kenshūsho?) : organisation de la formation du personnel du ministère, que ce soit des nouvelles recrues, avant une affection à l'étranger ou la formation continue de milieu de carrière.
- Réseau des ambassades et consulats japonais. Les ambassadeurs et consuls sont nommés par le Cabinet.